# Regressive left

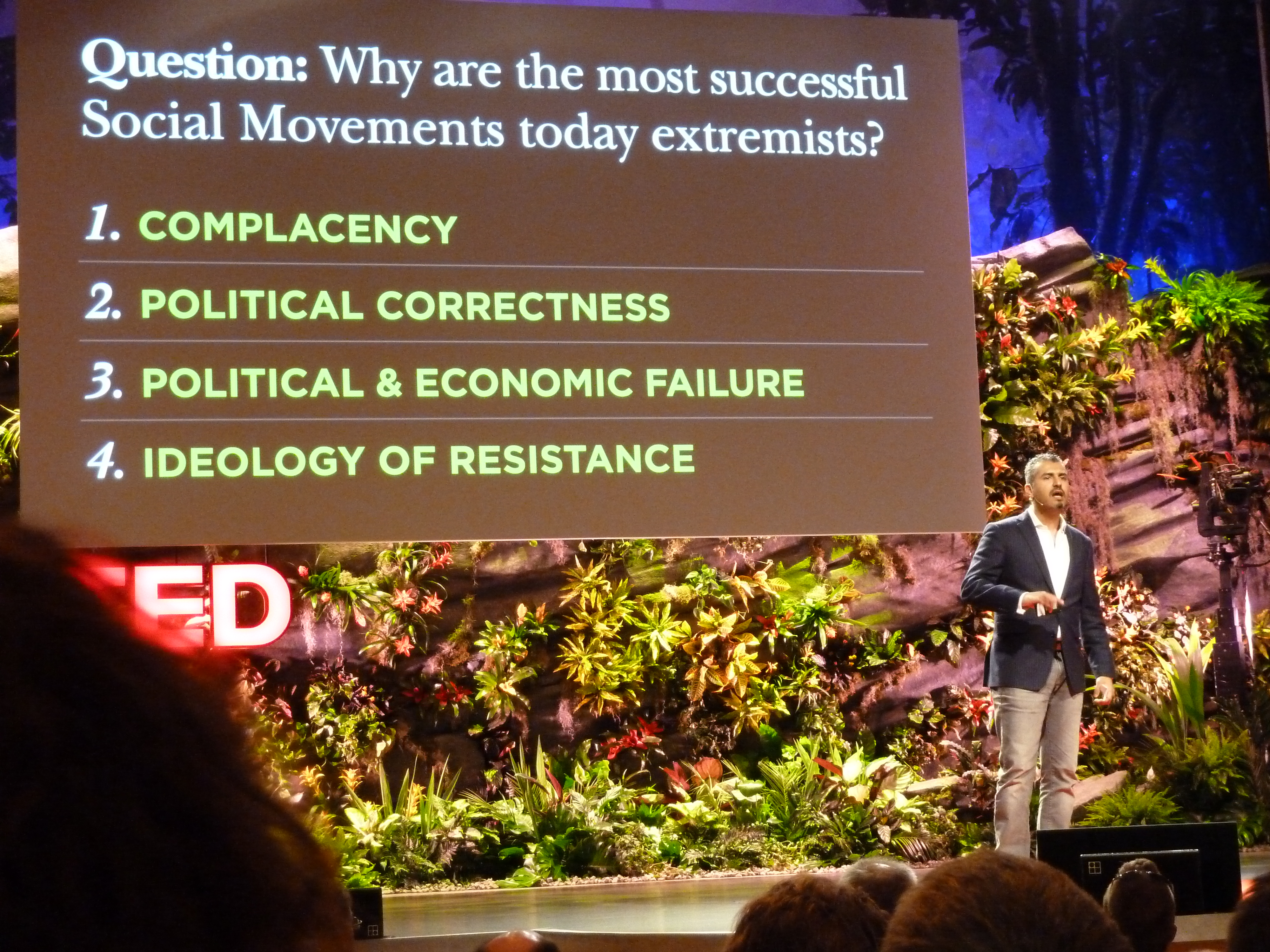
Nawaz während der Veranstaltung A Global Culture to Fight Extremism. Er kritisiert mit dem Begriff linksgerichtete Personen, die seiner Ansicht nach im Namen kultureller Toleranz dem Islamismus zu viel Raum geben.

Regressive Left (engl. für regressive Linke) ist im englischen Sprachraum ein politisches Schlagwort, das als Pejorativum gegen bestimmte linksgerichtete Politiker und Aktivisten verwendet wird. Den so bezeichneten Personen wird vorgeworfen, durch Identitätspolitik Menschen nicht als Individuen, sondern nur als Gruppenangehörige getrennt nach Rasse, Geschlecht etc. zu betrachten und das Recht auf freie Meinungsäußerung zugunsten von Multikulturalismus und Kulturrelativismus einschränken zu wollen und dadurch illiberale Prinzipien und Ideologien wie z. B. den Islamismus zu tolerieren.
Das Schlagwort wird u. a. von dem Aktivisten und früheren liberaldemokratischen britischen Politiker Maajid Nawaz, Dave Rubin, Sam Harris, Nick Cohen und Richard Dawkins verwendet und wurde von den Alt-Right als Kampfbegriff instrumentalisiert.

## Begriffsgeschichte und Einordnung
Der Ausdruck geht auf Maajid Nawaz zurück. Im Jahr 2007 sagte sich Maajid Nawaz von der radikal-islamistischen Gruppe Hizb ut-Tahrir los und wandte sich dem säkularen Islam zu. Er ist Mitbegründer und Vorsitzender der Quilliam Foundation, einem in London ansässigen Anti-Extremismus-Think Tank. Der von ihm geschaffene Ausdruck zielte auf Linke, die seiner Ansicht nach reaktionäre Auffassungen und Praktiken im Islamismus aus einem fehlgeleiteten Bedürfnis nach kultureller Sensibilität verteidigten.
Andere Intellektuelle wie Richard Dawkins und Nick Cohen bedienten sich dieses Ausdrucks, um Werte der Aufklärung wie Säkularismus und Freiheit der Meinungsäußerung zu verteidigen, die ihrer Meinung nach aus einer kulturrelativistischen Perspektive unter Druck stünden. Diese Argumente setzen eine lineare Fortschrittsperspektive von einer religiösen Vergangenheit in eine säkulare Gegenwart voraus, die derzeit von einer rückschrittlichen (regressiven) Privilegierung religiöser Glaubenswerte bedroht werde. Auf diese Weise unternehmen diese Verwender des Ausdrucks den Versuch, für sich selbst weiterhin das Attribut ‚progressiv‘ zu reklamieren, indem sie andere, die sich ebenfalls als progressiv bezeichnen, als rückschrittlich markieren.
Der Historiker Andrei Znamenski sieht die Entstehung des Begriffs Regressive Left auch dadurch mit begünstigt, dass linke Aktivisten die derzeitigen politisch Linken aus dem Mainstream als konservativ und als Verteidiger bestehender ökonomischer Herrschaftsverhältnisse wahrnehmen. Revolutionäre Kräfte würden nicht mehr bei den Linken, sondern auf der rechten Seite des politischen Spektrums wahrgenommen, und die einst revolutionären Slogans der Linken über Freiheit und Wahlmöglichkeit seien den Verteidigern freier Märkte überlassen worden. Dies veränderte die Wahrnehmung dessen, wer als progressiv und wer als regressiv gilt.
Der Terminus wurde in den USA auch von Kräften aus der so genannten Alt-Right (deutsch: alternative Rechte) aufgenommen, um antirassistische und feministische Politikformen als Verletzungen der Meinungsfreiheit anzugreifen. Nach dem Urteil der britischen Politikwissenschaftlerin Emily Robinson ist diese sekundäre Verwendung eher im antiliberalen Diskurs angesiedelt, hat also einen deutlich anderen Zungenschlag, als es bei den Liberalen der Fall ist, die den Ausdruck geprägt haben. Sie schreibt: „Statt auf eine starke Konzeption des progressiven Humanismus zurückzugreifen, richtet sich diese Verwendung großenteils gerade gegen diejenigen Aspekte der Modernität, die in den linearen Fortschrittserzählungen als Errungenschaften gelten.“ Laut Joseph Bernstein, einem BuzzFeed-News-Reporter der den Begriff 2016 analysierte, wurde er beginnend im Herbst 2015 sprunghaft in sozialen Medien von den Alt-Right benutzt. Er sieht dies als ein Zeichen, dafür dass das Denken der Alt-Right an den amerikanischen politischen Mainstream anschlussfähig sei.

## Verwendung
Der Regressive Left wird von Sam Harris und Ayaan Hiris Ali vorgeworfen, wegen ihrer Fokussierung auf Identitätspolitik die reaktionären Elemente im Islam zu zögerlich wahrgenommen und nicht offen thematisiert zu haben, womit Trump bei der Präsidentschaftswahl in den Vereinigten Staaten 2016 Vorschub geleistet worden sei. Trump sei es so ermöglicht worden, aus diesem, von den liberalen Linken vernachlässigten, Thema Kapital zu schlagen.
Der Präsident der University of Maryland College Democrats Matt Teitelbaum schrieb bezugnehmend auf Ausschreitungen im Februar 2017 an der University of California, bei der Studenten den zu einer Diskussionsveranstaltung auf dem Campus geladenen Milo Yiannopoulos durch Niederschreien und auch körperliche Gewalt sowie Sachbeschädigungen am Reden hinderten, dass dies ein Phänomen sei, das als Regressive Left bezeichnet wird. Richard Dawkins bezeichnet Studenteninitiativen, die zum Ziel haben, Sprecher von Ex-Muslimen von Campusdiskussionen nachträglich wieder auszuladen, als „einen Verrat an der Free Speech Movement der 1960er Jahre“.
Bim Afolami von der Conservative Party unterstellt den Regressive Left, eine bevormundende Sprache gegenüber Schwarzen Afrikanern zu verwenden und durch Virtue Signaling diese paternalistische Haltung zu verschleiern. Es sei ein „herablassender Unsinn, getarnt als Liberalismus“, der einer der „wichtigsten rassistischen Barrieren, die Schwarze in diesem Land zurückhalten“ sei. Alex Mistlin vom Guardian sieht diesen Einwand als teilweise berechtigt an und hält die Rhetorik der Labour-Partei, dass Schwarze bloß zurückgehalten und unterdrückt seien für nicht mit der Lebenswirklichkeit vieler Schwarzer Menschen übereinstimmend.